# ヘルマン2世 (テューリンゲン方伯)
ヘルマン2世（Hermann II., 1222年3月28日 - 1241年1月3日）は、テューリンゲン方伯（在位：1227年 - 1241年）。

## 生涯
ルートヴィヒ4世と聖女エリーザベト（ハンガリー王エンドレ2世の娘）との間の息子として、アイゼナハからほど近いヴェラ川沿いの町クロイツブルクで生まれた。
父が第6回十字軍の出兵で亡くなった時点はわずか5歳であった、1239年までは叔父ハインリヒ・ラスペの後見を承けた。同年、ブラウンシュヴァイク＝リューネブルク公オットー1世の娘ヘレーネと結婚したが、1241年に子がないまま18歳で亡くなった。多くの歴史家達は毒殺であろうと推測している。未亡人となったヘレーネは1247年（1248年とも）にザクセン公アルブレヒト1世と再婚した。
ヘルマン2世の遺体は、ルードヴィング家の修道院であるラインハルツブルン修道院に葬られた。

## 称号
- 1227年：（名目上）マイセン辺境伯
- 1234年：ヘッセン＝グンデンスベルク伯
- 1238年：テューリンゲン方伯

## 婚姻
1238年から1239年の間の短期間、神聖ローマ皇帝フリードリヒ2世の娘マルガレータ（1237年 - 1270年）と婚約していた。1239年10月9日に、ブラウンシュヴァイク＝リューネブルク公オットー1世の娘ヘレーネ・フォン・ブラウンシュヴァイク（1223年3月18日 - 1273年9月6日）と結婚した。

## 妹
- ゾフィー（1224年3月20日 - 1275年5月29日） - 1240年にブラバント公ハインリヒ2世と結婚。
- ゲルトルート（1227年9月29日 - 1297年8月13日） - アルテンベルク修道院女子修道院長

## 文学作品
ヘルマン2世は、エルンスト・クラウゼンのロマンス（Der Heiligen Kind）（聖なる子供）の主人公になっている。